# イトーヨーカドー市原店
イトーヨーカドー市原店（イトーヨーカドーいちはらてん）は、千葉県市原市の五井中央西にかつて存在した総合スーパー。

## 概要
市原市五井地区の中心部に位置していたが、2010年5月9日をもって閉店した。現在は五井駅東口開発によって開業したアリオ市原の中核店舗として、イトーヨーカドーアリオ市原店が存在する。市原店の閉店により、市原市内のイトーヨーカドー店舗の閉店は八幡宿店に次いで2店目、30年以上営業しているものは姉崎店のみとなった。

## 沿革

### 概歴
1972年に市原市役所が五井（現町丁：五井中央西）から惣社（現町丁：国分寺台中央）に移転したことに伴い、土地利用の検討を重ねた結果、商業施設を誘致することに決定した。これにより、市役所跡地に市原ショッピングスクエアビルが建設され、1976年6月、その中核店舗としてイトーヨーカドー市原店が開店した。バブル期には、全国のイトーヨーカドーで売り上げ1位を記録するなど、トップクラスの業績を誇ったが、2000年代には売上が3分の1にまで減少し、10年連続で赤字を計上する状態にまで落ち込んだ。2009年11月にイトーヨーカドーから市原市へ閉店通告を行い、市民に惜しまれつつも2010年5月10日に33年の歴史に幕を下ろした。
当店の閉店の翌年である2011年2月までに全テナントが撤退して完全に閉鎖となり、同年建物を所有・管理している住友不動産など住友グループ3社が後継店舗の招致を断念した。店舗跡の建物は2012年3月に譲渡されて市原市の所有となり、同年市原市が利活用案の公募を行った。
なお、2013年には、アリオ市原の核店舗としてイトーヨーカドーアリオ市原店が開業している。

### 年表
- 1976年（昭和51年）6月 - イトーヨーカドー市原店開業[4]。
- 2009年（平成21年）11月 - 市原市へ閉店通告[2]。
- 2010年（平成22年）5月10日 - 閉店[2]。

## 施設とサービス

### フロア構成
2009年（平成21年）9月1日時点のフロア構成は以下の通りである。
| 階  | フロア概要                               |
| --- | ---------------------------------------- |
| 5階 | 子供と趣味のフロア                       |
| 4階 | 暮らしのフロア                           |
| 3階 | 紳士ファッションと肌着、子供衣料のフロア |
| 2階 | 婦人ファッションのフロア                 |
| 1階 | 食品のフロア                             |

### 専門店
2009年（平成21年）9月1日時点の主な専門店は以下の通りである。
- 鈴乃屋：3階
- メガネのタニ：3階
- 100YEN PLAZA ダイソー：5階
- ルースト（フィットネスジム）：4階
- 白洋舎：1階
- ヨークカルチャーセンター：5階
- ファミリーランド (ゲームセンター)：5階